# Wyżnia Granacka Szczerbina
Wyżnia Granacka Szczerbina (słow. Horná Granátova štrbina, niem. Obere Granatenwandscharte, węg. Felső Gránátfalcsorba) – przełęcz w bocznej grani odchodzącej na południowy wschód od Staroleśnego Szczytu, w słowackich Tatrach Wysokich. Znajduje się pomiędzy Rogatą Turnią (ściślej Granackim Rogiem) a Małą Granacką Turnią. Należy do grupy Granackich Turni – wyższej z dwóch części Granatów Wielickich.
Wyżnia Granacka Szczerbina stanowi najniższe obniżenie grani pomiędzy tymi szczytami, a zarazem jedną z najważniejszych przełęczy masywu Granatów Wielickich. W kierunku Doliny Wielickiej opada spod niej długi Granacki Żleb. Nie prowadzą na nią żadne znakowane szlaki turystyczne.

## Historia
Pierwsze wejścia turystyczne:
- E. Jenker i Pavel Čižák, 30 lipca 1905 r. – letnie,
- Dezső Reichart junior, 5 marca 1925 r. – zimowe.